# Pensat i fet

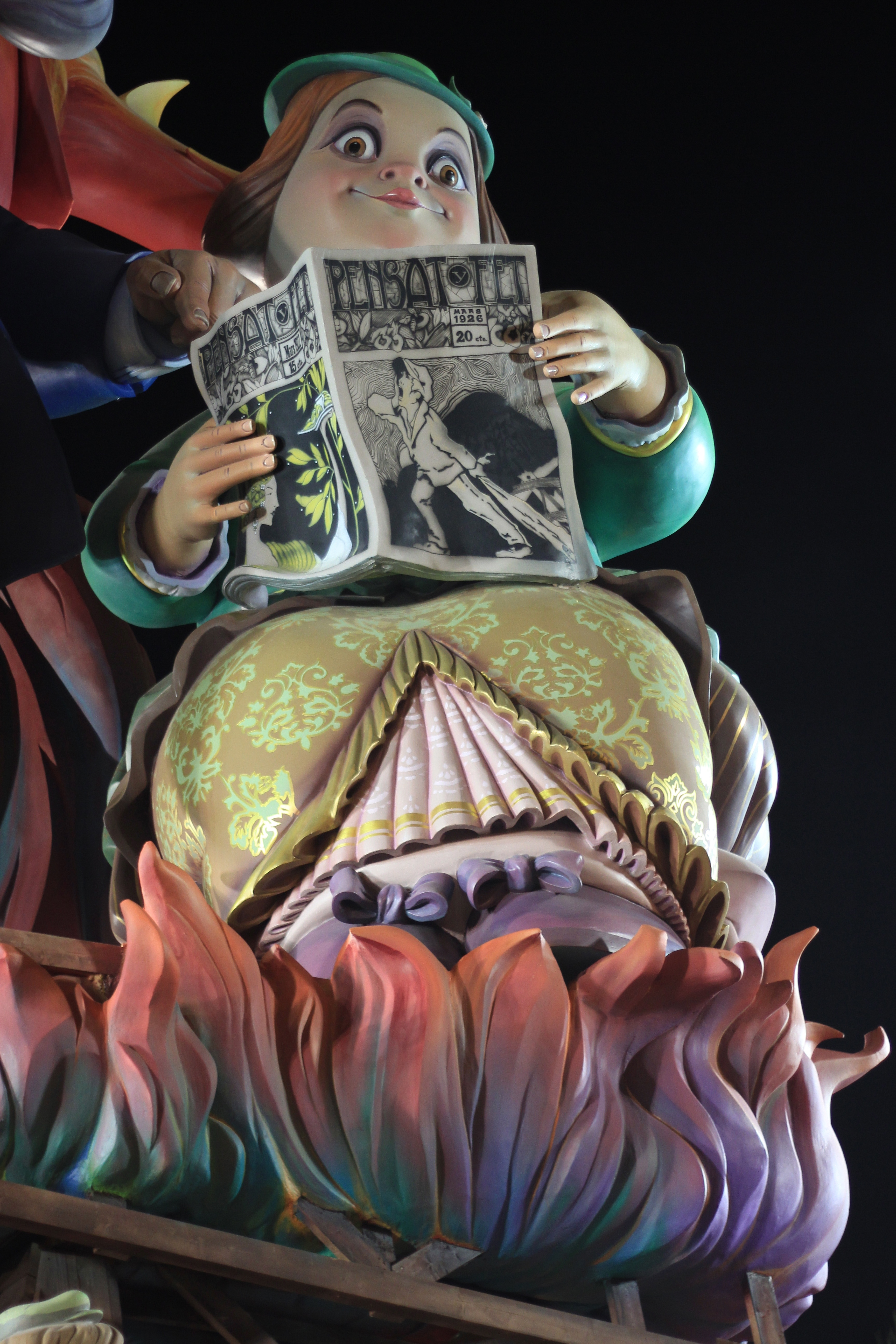
Falla de la mairie de Valence des fallas de 2012, consacrée à la revue Pensat i fet.

Pensat i fet (en catalan ; littéralement « Pensé et Fait ») est une revue fallera éditée à Valence entre le 19 mars 1912 et 1972, fondée par le groupe homonyme constitué de José María Esteve (premier directeur), Francesc Ramil et Ricard Sanmartín.
Selon l'historien Santi Cortés Carreres, il s'agit du « périodique le plus digne, cohérent et authentiquement valencien de l'histoire de la presse fallera de tous temps ».
Selon Salvador Ortells Miralles, « Entre 1912 et 1972, cette publication annuelle devint la revue par excellence des Fallas, et pas seulement par le traitement intégral du monde faller, mais aussi car elle a impliqué des représentants importants du monde littéraire valencien, par la pluralité idéologique et de contenus, et pour le pari sur des artistes qui actualisèrent son illustration et sa typographie, comme Ignasi Pinazo (en), Josep Segrelles (en) et Josep Marià Benlliure ».

## Première étape (1912-1972)
En 1923, alors à son apogée, elle atteint un tirage considérable de 50 000 exemplaires,. Elle était exclusivement rédigée en valencien (modalité du catalan parlée au Pays valencien). Elle est interrompue durant la guerre civile (1936-1939), mais la publication est reprise en 1940 sous l'impulsion de Ricard Sanmartín,. Il s'agit de la toute première publication en catalan active dans les pays catalans après la guerre, tolérée par les autorités franquistes car considérée comme une inoffensive initiative folkloriste. Elle compte alors parmi ses collaborateurs des personnalités importantes du monde valencianiste comme Xavier Casp, Josep Monmeneu (président de Lo Rat Penat), Carles Salvador, Ramon Cabrelles, Vicent Casp, Miquel Adlert ou Eduard L. Chavarri. Elle se distingue notamment par son utilisation d'une orthographe moderne et cohérente. Avec l'almanach de Las Provincias, il s'agit de la seule publication valencienne en langue catalane de portée significative dans les années suivant immédiatement la guerre civile. À partir de 1943 toutefois, les membres du groupe Torre (notamment Casp et Adlert) cessent pratiquement leur collaboration avec la revue, qui accueille alors essentiellement des auteurs proches de Lo Rat Penat et les valencianistes historiques regroupés autour de Salvador.
Dans sa première étape, chaque numéro de la revue inclut entre 36 et 44 pages, non numérotées.

## Deuxième étape (1995-2009)
Entre 1995 et 2009, la revue est réactivée à l'initiative de l'éditeur Eliseu Climent, avec la publication d'un numéro annuel, accompagnée de La Traca, supplément satirique qui accompagne traditionnellement Pensat i fet. À partir de 2006, sous l'impulsion du coordinateur Jaume Monzó, elle devient une revue d'actualité du monde des fallas. Sa publication est interrompue en 2009.